# Hatumatilu (Ort)
Hatumatilu (Hatu Matilo) ist ein osttimoresischer Ort im Suco Açumanu (Verwaltungsamt Liquiçá, Gemeinde Liquiçá).

## Geographie
Das Dorf liegt im Südwesten der Aldeia Hatumatilu, auf dem südlichen Ausläufer des Berges, der das Zentrum der Aldeia bildet, in einer Meereshöhe von 858 m. Eine Straße folgt dem Bergrücken von Nord nach Süd und verbindet Hatumatilu mit dem Nachbarort Quirilelo im Süden und Siscoelema im Norden. Östlich und westlich fließen Zuflüsse des Gleno, einem Nebenfluss des Lóis.

## Geschichte
Im Suco Açumanu setzte die UDT während des Bürgerkrieges gegen die FRETILIN am 13. August 1975 ihre Flagge und ermordete sechs Menschen in den Aldeias Siscoelema und Hatumatilu. Teile der Bevölkerung flohen nach Leorema, nach Maubara oder in den nahen Wald.